# Евгений Перлин
Перлин, Евгений Михайлович (бел. Перлін, Яўген Міхайлавіч; 8 января 1990; пос. Корма, Кормянский район, Гомельская область, БССР, СССР) — белорусский шоумен, продюсер, журналист и телеведущий.

## Образование
В 2012 году Евгений Перлин окончил Институт журналистики Белорусского государственного университета. Учёбу с первого курса совмещал с работой в СМИ. 

## Карьера
Карьера Евгения началась на радио «Unistar» в 2007 году с работы в утреннем шоу и в выпусках новостей.
В 2009 году Евгения Перлина пригласили в Белтелерадиокомпанию в качестве бессменного ведущего новостей.
С 2013 по 2020 годы был постоянным комментатором конкурса «Евровидение» для Беларуси. Запомнился аудитории, благодаря смелому комментированию, живому юмору, а также прямым эфира в Instagram во время трансляций.
С 2014 по 2020 годы — ведущий утреннего шоу «Добрай ранiцы, Беларусь» на телеканале «Беларусь 1».
В сентябре Евгений Перлин запустил собственное вечернее шоу «Макаёнка, 9» — первое в стране шоу в формате late night show. В гостях у шоумена бывали Хосе Каррерас, Филипп Киркоров, Вадим Галыгин, Леонид Якубович, Лена Темникова, Леонид Ярмольник.
2015—2020 — ведущий и участник всех Минских полумарафонов — самое массовое спортивное событие в рамках Беларуси — более 30 тысяч бегунов ежегодно.
Специальный корреспондент национального телевидения на Олимпийских Играх в Южной Корее (2018)
26 октября 2018 года было объявлено, что Перлин проведёт «Детское Евровидение 2018» вместе с певицами Хеленой Мераайи и Зинаидой Куприянович. Финал шоу состоялся в ноябре в Минске. Зрителями стали сотни миллионов человек по всему миру.
2019 — ведущий The MATCH — Легкоатлетического матча сборных Европы и США на Национальном Олимпийском стадионе «Динамо» (Минск).
В 2019 году Евгений Перлин был объявлен факелоносцем Эстафеты огня «Пламя мира» ко Вторым Европейским Играм. Кроме того, был ведущим официальным голосом мероприятий Вторых Европейских Игр.
12 августа 2020 года он объявил о своём уходе с Белорусского государственного телевидения (БТРК) на фоне продолжающихся протестов в стране.

## Спорт
Активно занимается большим теннисом, велоспортом и катанием на сноуборде.